# Де Кок, Вероника
Вероника де Кок (род. 3 апреля 1977, Антверпен) — ведущая на телевидении, актриса и модель, родом из бельгийской Фландрии. Она победила на конкурсе Мисс Фландрия в 1994 году, в возрасте 18 лет, она стала Мисс Бельгия 1995.

## Биография
Она стала 13-й участницей от Бельгии на конкурсе Мисс Мира 1995, и 11-й участницей от Бельгии на конкурсе Мисс Вселенная 1996. Её карьера началась в качестве ведущей на бельгийском телевидении, на канале Kanaal Twee, и работала некоторое время на радио Radio Top.
В 2002 году она стала одной из дикторов канала VT4. Затем она была ведущей шоу Undercover Lover, с 2006 по 2007 год. В 2006 году она принимала участие в танцевальном шоу.
Вероника - топ-модель, она снималась для журналов Van Den Bossche Electronics и Vlaamse Televisie Maatschappij, с 1998 по 2001 годы.